# Ларец (роман)
«Ларец» — историко-фантастический роман Елены Чудиновой, авантюрное повествование из эпохи Екатерины II с элементами мистики и криптоистории.

## Сюжет
Фабула романа разворачивается на протяжении года (видимо, в 1783—1784 гг.) где-то в среднерусских губерниях, Петербурге, Новгороде, Сибири и Москве. Старший брат тринадцатилетней Елены (Нелли) Сабуровой, молодой гвардейский офицер Аристарх (Орест) проигрался в карты и застрелился. Чтобы покрыть его долг перед кредитором, богатым петербургским «господином по своей надобности» Венедиктовым и не уступать своих крестьян соседям, тиранам Гоморровым, родители Нелли отдают в уплату ларец с бабушкиными украшениями. Нелли привязана к этим драгоценностям необъяснимой страстью и чудесным даром: взяв камень в руку, она видит происходившее с его прежними владельцами, в том числе — с постриженной в монахини женою Василия III Соломонией Сабуровой. Уверенная, что должна отобрать ларец у Венедиктова, Нелли просит родителей отпустить её в гости к тётке-игуменье, а сама отправляется в Петербург, посвятив в заговор подруг из дворовых девочек — знахарку Парашу и красавицу Катю
«В сюжет романа входит рассказ о духовных путях русской и всемирной истории, которые преподнесены читателю в соответствии с тем, как их понимает автор.»
«Легенды об Исе и Китеже как „злом“ и „добром“ городе сопоставляются в романе»,— отмечает в своей статье С. В. Шешунова

## Жанровые и стилистические особенности
Для фабулы романа ключевым является как мистический элемент, перекликающийся с сюжетами Пушкина («Уединённый домик на Васильевском») и Чаянова («Венедиктов…») о демоне-искусителе в петербургском свете екатерининских времён, так и криптоисторическая линия Ордена — тайных наследников великих князей Московских, противостоящих антихристианским тайным обществам.
Особую роль в романе играет православный священник-экзорцист отец Модест. Он не только активно участвует в борьбе с демонами и иными тёмными силами и является хранителем тайны Ордена, но и декларирует идеологию автора, отстаивая ценности православной и католической традиций, резко отзываясь об Иване Грозном, Реформации, французском Просвещении, заочно полемизируя с идеализаторами восточных влияний на Европу и Россию.
Антураж романа насыщен образами, характерными для художественного отображения как русского XVIII века, так и Галантного века в целом (переодевание девушек в мужское платье для достижения авантюрной цели, роковая карточная игра со вмешательством нечистой силы, «арап Петра Великого», пересечение исторических судеб России и Франции, мистические тайные общества).
Особенностью романа является стилизация под язык екатерининского века, В частности, в нём не встречаются слова, впервые употреблённые несколькими годами спустя Карамзиным в «Письмах русского путешественника», например впечатление; отчасти используются привычные для того времени написания (щастье, сериозный), способы склонения и спряжения, вновь вводятся в живую речь полностью вышедшие ныне из употребления слова и обороты. В речи персонажей и авторском тексте широко используются скрытые цитаты из дошедшей до наших дней частной переписки людей того времени. В частности, в сцене наводнения в Петербурге использована первая известная эпистолярная зарисовка этого события, оставленная поэтом-современником Михаилом Муравьёвым. При этом данный эпизод «Ларца» является по-видимому первым опытом масштабной картины петербургского наводнения в художественной прозе. Наряду с отсылками к историческим памятникам (как малоизвестным, так и знакомым достаточно широкому кругу читателей), роман содержит реминисценции на популярные произведения отечественного кинематографа и памфлетные образы, перекликающиеся с современностью. Имя Венедиктова взято из повести Александра Чаянова «Венедиктов, или Достопамятные события жизни моей».

## Создание и публикации
Роман, созданный, в том числе, под впечатлением конного путешествия по Горному Алтаю, написан в 2001—2002 гг. и четырежды издавался. Следующие романы Елены Чудиновой — «Лилея» (2006) и «Декабрь без Рождества» (2012) — продолжают сагу о семье Сабуровых и идейную линию автора.
- Чудинова Е. П. Ларец. — М.: «Авваллон», 2003.
- Чудинова Е. П. Ларец. — М.: «Лепта», 2005.
- Чудинова Е. П. Ларец. — М.: «Яуза», «Лепта-Книга», «Эксмо», 2006. — («Роман-Миссия») — ISBN 5-699-15688-7
- Чудинова Е. П. Ларец. — М.: «Вече», 2012.

После издания романа «Девятный Спас» (написан Г. Ш. Чхартишвили и издан под псевдонимом Анатолий Брусникин в 2007 году) Чудинова обвинила издательство АСТ в плагиате и высказала претензии, что в «Девятном Спасе» использованы сюжетные элементы «Ларца»: время действия, три героя, волшебный предмет, тайна рождения царского отпрыска, и т. п. Алла Латынина, сравнивая «Девятный Спас» и «Ларец», нашла, что последний «для исторического романа он слишком фантастичен, а для приключенческого — уныл». 

## Отзывы и критика
Мария Терещенко, обозревая роман Чудиновой ещё в 2005 году и не имея возможности сравнить его с «Девятным Спасом», посчитала в то время книгу «почти новаторской для русской исторической прозы»
Параллельно с изложением основного сюжета Чудинова через разных персонажей делится прелюбопытными соображениями по поводу некоторых моментов русской истории. Так что «Ларец» Чудиновой — не просто приключенческая книжка. В начинке этого пирожка содержится много исторической, географической и этнографической информации. А также мораль, без которой уж никак не удается обойтись русским детским писателям.
 Терещенко также находит, что книга «проникнута духом православия», что может отвратить от неё атеистически настроенных читателей, но также и религиозных читателей, ибо «идеи Чудиновой и форма их изложения покажутся ортодоксам, мягко говоря, сомнительными.»
Сергей Пестов в статье «Странное христианство Елены Чудиновой» отмечает, что роман при всём как бы православном антураже — на деле совсем не православный:
декларирование христианских лозунгов «не делает… [роман] православной книгой, так же как навешивание на себя крестов и иконок колдунами не делает последних чадами Православной Церкви». Да, перед нами роман о торжестве магии и оккультизма, а вовсе не о духовной силе православия, которая, по сути, не показана, а духовные богатства православия не раскрыты.
«Как знать, вдруг да и стоило бы поговорить о содержании „Ларца“ — но ведь так дико написано, что сравниться с Чудиновой может только Юлия Вознесенская, и то не факт»,— едко замечает обозреватель журнала «Дальний Восток», отмечая обилие и даже излишество «манерной стилизации разговора XVIII века» в тексте начиная с эпиграфа.
На VIII Всероссийской ярмарке «Книги России» роман Чудиновой «Ларец» номинировался на антипремию «Абзац» за худшую книгу.